# Yu Kimura
Yu Kimura (木村 裕 Kimura Yu?), född 3 juni 1994 i Chiba prefektur, är en japansk fotbollsspelare.
Kimura började sin karriär 2013 i Kashiwa Reysol. Med Kashiwa Reysol vann han japanska ligan 2013. 2015 flyttade han till V-Varen Nagasaki. Han spelade 68 ligamatcher för klubben. 201 flyttade han till Kataller Toyama. Efter Kataller Toyama spelade han för AC Nagano Parceiro.